# Iphiaulax nigrimanus
Iphiaulax nigrimanus är en stekelart som beskrevs av Szepligeti 1915. Iphiaulax nigrimanus ingår i släktet Iphiaulax och familjen bracksteklar. Utöver nominatformen finns också underarten I. n. longula.